# Promedio de ingresos por usuario (ARPU)
El promedio de ingresos por usuario o por unidad, abreviado en inglés ARPU (acrónimo de Average Revenue Per User) es un indicador clave (KPI) utilizado principalmente por compañías de telecomunicaciones, servicios y medios digitales. Se calcula dividiendo el total de ingresos obtenidos en un período determinado, entre el total de clientes activos o abonados de la empresa. 
Los cambios en el ARPU de un negocio reflejan la capacidad de una empresa para generar ingresos y tienen un fuerte impacto en el precio de sus acciones, lo que le proporciona una visión granular por usuario o por unidad y le permite hacer un mejor seguimiento de las fuentes de ingresos y su crecimiento.
Puede aplicarse a cualquier empresa de servicios, pero es particularmente usada en el sector de las telecomunicaciones, fundamentalmente en la telefonía fija y telefonía móvil, puesto que ayuda a valorar la empresa en cada mercado teniendo en cuenta no solo su número de usuarios totales, sino también la "calidad" de estos: si son solventes aportando dinero a la compañía mediante su consumo o no, y en qué cantidad lo hacen. Tengamos en cuenta que es común que las empresas de telecomunicaciones tengan una gran cantidad de usuarios que apenas aportan ingresos, puesto que solo emplean sus teléfonos para recibir llamadas. Así, un ARPU alto indica gran cantidad de usuarios que realizan un gasto continuo, y viceversa.
El ARPU es un indicador fundamental como elemento en la toma de decisiones, especialmente en las comerciales para adoptar estrategias que ayuden principalmente en la fuerza de ventas, en la optimización de los recursos humanos y en la rentabilidad de la compañía, es decir, que es un indicador del rumbo que debe seguir la compañía basándose en cada mercado en el que operan, y nos indica dónde podrían realizar los ajustes necesarios para el crecimiento, excluyendo en la mayoría de casos la parte técnica y de desarrollo.

## Cálculo
1. Para calcular el ARPU, hay que definir un periodo de tiempo estándar, por ejemplo, la mayoría de los operadores de telecomunicaciones operan por meses.
2. Se determina entonces los ingresos totales generados por todas las unidades (abonados de pago y otros servicios) durante ese periodo.
3. A continuación, esa cifra se divide por el número de unidades. Como el número de unidades puede variar de un día a otro, hay que calcular o estimar el número medio de unidades de un mes determinado para obtener la cifra de ARPU más precisa posible para dicho mes.[3]

Pueden calcularse el ARPU para diferentes periodos o diferentes segmentos de mercado de la empresa, por ejemplo: ARPU prepago mensual, ARPU contrato empresa semanal, entre otros, dependiendo de como se quieran exponer ante los resultados.
Un elemento que debe tenerse en cuenta durante la utilización de este indicador son las condiciones de análisis. Este indicador tiene relevancia cuando todo el universo de líneas/clientes presentan condiciones homogéneas tales como: todas las líneas tienen consumo en el concepto de corte utilizado (por ejemplo, mes, semana, segmento).
Si esto no es respetado el valor de ARPU se distorsiona en manera proporcional al criterio desfasado (por ejemplo se utiliza el ARPU de un mes de un grupo de líneas, pero el 50% no genera facturación). Para estos casos el ARPU obtenido presentará distorsiones proporcionales a la cantidad de líneas sin consumo.

## Conceptos relacionados
AMPU (Average Margin Per User) 
Es una medida que está relacionada con el ARPU aunque menos utilizada. Ésta se refiere al margen o aportación al beneficio por cada usuario.
ARPPU (Average Revenue Per Paying User)
Sólo tiene en cuenta los usuarios que han pagado, en aquellos negocios freemium con usuarios que no pagan.